# Drassyllus rufulus
Drassyllus rufulus är en spindelart som först beskrevs av Banks 1892.  Drassyllus rufulus ingår i släktet Drassyllus och familjen plattbuksspindlar. Inga underarter finns listade i Catalogue of Life.